# Maia Makhateli
Maia Makhateli (née vers 1986) est une danseuse de ballet géorgienne. Après avoir dansé au Colorado Ballet et au Birmingham Royal Ballet, elle rejoint le Dutch National Ballet en 2006, où elle détient le titre de danseuse étoile.

## Biographie

### Jeunesse
Maia Makhateli naît à Tbilissi, en Géorgie. Ses parents, Nikoloz Makhateli et Marina Loladze, sont danseurs au Ballet National de Géorgie. Son grand-père est danseur folklorique et sa grand-mère, chanteuse d'opéra. Son frère aîné David est également danseur (anciennement principal du Royal Ballet). Dès l'âge de neuf ans, elle se forme au ballet au Vakhtang Chabukiani Choreographic Choreographic Institute à Tbilissi avec Larisa Chkikvishvili.

### Carrière
Quand elle était âgée de quinze ans, son père trouve un emploi à la Sun Valley Ballet School de Ketchum, Idaho. Maia Makhateli fréquente aussi cette école, où elle danse dans Casse-Noisette avec son frère David. Ses parents dirigent l'académie de ballet Makhateli à Denver, dans le Colorado. Elle s'y entraîne avec German Zamuel et Valentina Mukhanova.
En 2002, elle rejoint le Colorado Ballet. Elle a fait ses débuts dans le rôle principal à 19 ans, dansant Aurore dans La Belle au bois dormant. Dans le but de danser pour une plus grande compagnie et de se rapprocher de l'Europe, elle rejoint le Birmingham Royal Ballet en tant que soliste en 2006. Cette même année, avec son frère, elle danse Roméo et Juliette au World International Ballet Festival à Tokyo, déclarant à ce sujet : « Il est assez difficile d'être Juliette quand Roméo est ton frère ». Après avoir trouvé l'Angleterre « trop froide et grise », elle auditionne pour le Dutch National Ballet à Amsterdam. Elle a rejoint le DNB en 2007 en tant que grand sujet. Deux ans plus tard, elle devient soliste et elle est promue danseuse principale en 2010,. Elle danse des rôles principaux tels qu'Aurore dans La Belle au bois dormant et Odette/Odile dans Le Lac des Cygnes,. En 2020, Makhateli crée le rôle de Frida Kahlo dans Frida d'Annabelle Lopez Ochoa.
Elle est professeure invitée au programme Summerschool Den Haag 2014 de La Haye et artiste invitée au Portland Oregon Ballet.

## Vie privée
Maia Makhateli est mariée à Artur Shesterikov, également danseur principal au DNB. Ils ont un fils, Luka. Quand Makhateli était enceinte de quarante semaines, une vidéo sort, où on la voit en équilibre sur une jambe, faisant les pointes. L'actrice américaine Jennifer Garner partage cette vidéo.

## Récompenses et distinctions
Au cours de sa carrière, Maia Makhateli reçoit les récompenses suivantes : 
- 2015, Prix Alexandra Radius
- 2011, Nina Ananiashvili & Gilbert Star Award (Géorgie)
- 2002, Grand Prix d'Amérique de la Jeunesse
- 2002 (New York City, États-Unis), finaliste
- 2002, Denver Ballet Guild's Young Dancer's competition (États-Unis), 1er
- 2002, Youth America Grand Prix Competition (Denver, États-Unis), 2e
- 2001, Concours international de ballet Chabukiani-Balanchine
- 2001, International Ballet Festival, 'diplomat' (Kazan, Russie)

## Crédit d'auteurs
- (en) Cet article est partiellement ou en totalité issu de l’article de Wikipédia en anglais intitulé « Maia Makhateli » (voir la liste des auteurs).